# La Femme au pot de moutarde
La Femme au pot de moutarde est un tableau peint par Pablo Picasso en 1910. Cette huile sur toile est le portrait cubiste d'une femme. Exposée à l'Armory Show en 1913, elle est aujourd'hui conservée au musée d'Art de La Haye, aux Pays-Bas.

## Expositions
- Le Cubisme, Centre national d'art et de culture Georges-Pompidou, Paris, 2018-2019.